# Fortunes Kopfeibe

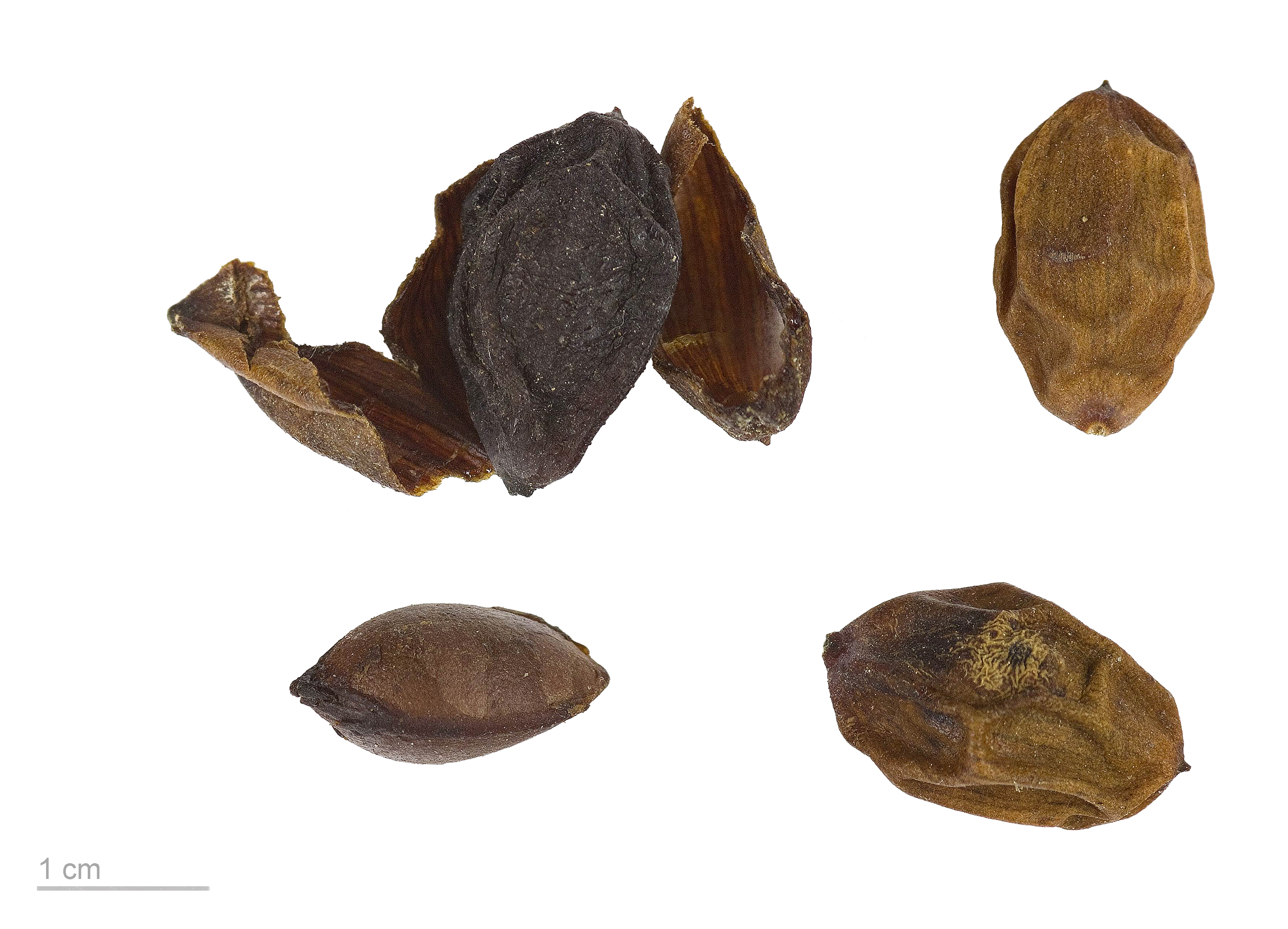
Früchte und Samen von Fortunes Kopfeibe

Fortunes Kopfeibe (Cephalotaxus fortunei) ist eine Pflanzenart aus der Familie der Kopfeibengewächse (Cephalotaxaceae). Sie ist in Nord-Myanmar und Ost-China heimisch.

## Beschreibung

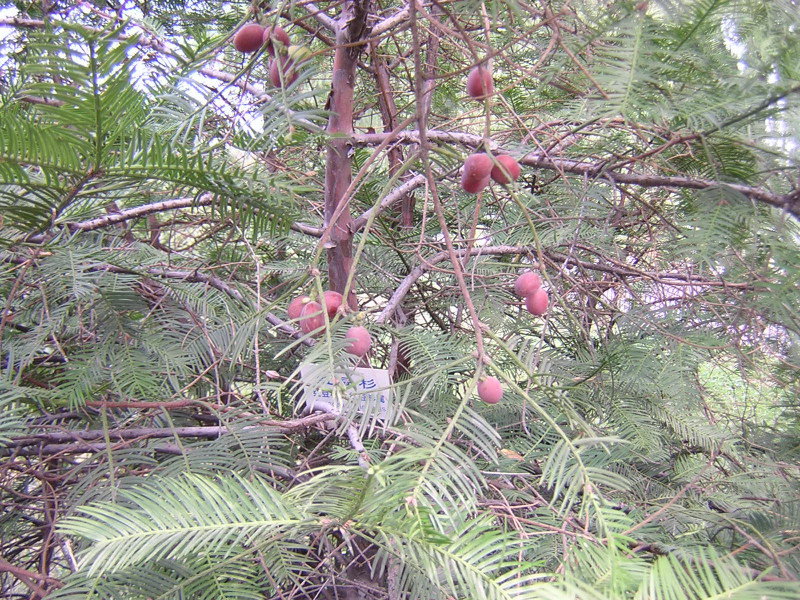
Zweig mit reifen Fruchtkörpern

Fortunes Kopfeibe wächst als immergrüner, mehrstämmiger Strauch oder kleiner Baum, der Wuchshöhen von bis zu 20 Meter und Brusthöhendurchmesser von bis zu 20 Zentimeter erreichen kann. Die offene Krone ist meist leicht rundlich geformt. Die Zweige sind im Querschnitt verkehrt eiförmig, dreieckig oder annähernd rechteckig geformt. Der Stamm weist eine dunkle, rotbraune Borke auf, die in Streifen abblättert.
Die kleinen Knospen werden von spitz zulaufenden, glänzend rotbraun gefärbten Schuppenblättern bedeckt. Die weichen aber ledrigen und biegsamen Nadeln sind bei einer Länge von 1,5 bis 12,5 Zentimetern und einer Breite von 1,5 bis 5 Millimetern gerade bis linear-lanzettlich geformt. Sie stehen an einem 0,5 bis 2 Millimeter langen Stiel und gehen mehr oder weniger gerade von den Ästen ab. Die asymmetrische Basis der Nadeln ist keilförmig bis flach auslaufend, während die Spitze spitz zulaufend ist. Die Nadelränder sind flach, bei trockenen Nadeln auch leicht verdreht. Die Nadeloberseite ist glänzend dunkelgrün gefärbt und an der Nadelunterseite findet man 13 bis 24 Stomatabänder.
Die Blütezeit der Art erstreckt sich von April bis Mai und die Samen reifen von Juni bis Oktober. Cephalotaxus ist zweihäusig. Die männlichen Blütenzapfen sind bei einem Durchmesser von 6 bis 10 Millimetern kugelig geformt und stehen gelegentlich an einem bis zu 5 Millimeter langen Stiel. Sie stehen in Gruppen von sechs bis 14 und enthalten je sechs bis 16 Mikrosporophylle mit drei bis vier Pollensäcken. Die weiblichen Zapfen haben einen 3 bis 12 Millimeter langen Stiel und stehen in Gruppen von drei bis sechs zusammen. Sie sind von einem 1,4 bis 2,5 Zentimeter langen und 0,9 bis 1,5 Zentimeter breiten Samenmantel (Arillus) umgeben. Dieser ist anfangs gelb oder grün und verfärbt sich zur Reife hin purpur. Auf seiner Oberfläche findet man, je nach Unterart, zahlreiche, nur undeutlich erkennbare Streifen oder deutlich erkennbare Längsgrate. Die elliptischen Samenkörner werden 1,3 bis 2,4 Zentimeter lang und 0,7 bis 1,4 Zentimeter dick.
Die Chromosomenzahl beträgt 2n = 24.

## Verbreitung und Standort
Das natürliche Verbreitungsgebiet von Fortunes Kopfeibe umfasst den Norden Myanmars sowie den Osten Chinas. In China findet man sie in den Provinzen Süd-Anhui, Fujian, Süd-Gansu, Guangdong, Guangxi, Guizhou, Süd-Henan, West-Hubei, Jiangxi, Shaanxi, Sichuan, Yunnan und Zhejiang.
Fortunes Kopfeibe gedeiht in Höhenlagen von 200 bis 3700 Metern. Sie wächst dort in Misch- und Nadelwäldern, in immergrünen Laubwäldern sowie in Dickichten und an Straßenrändern.

## Systematik
Die Erstbeschreibung als Cephalotaxus fortunei erfolgte 1850 durch William Jackson Hooker in Botanical Magazine, 76, pl. 4499.

### Unterarten
Die Art wird in zwei Unterarten unterteilt, welche jedoch gelegentlich auch als Varietäten geführt werden. Nach anderen Autoren gelten sie aber sogar als verschiedene Arten.
- Cephalotaxus fortunei subsp. alpina (H.L. Li) Silba. Sie kommt in Süd-Gansu und Nord-Shaanxi vor. Weiters findet man sie in Nord- und West-Sichuan und Nordwest-Yunnan in den Gebirgen an der Grenze zu Kham. Ihre männlichen Blütenzapfen sind nicht oder nur sehr kurz gestielt und ihr Samenmantel hat deutlich ausgeprägte Längsgrate.[1] Nach WCSP wird sie als eigenständige Art angesehen: Cephalotaxus alpina (H.L. Li) L.K. Fu.[6]
- Cephalotaxus fortunei subsp. fortunei ist die Nominatform und kommt im restlichen Verbreitungsgebiet vor. Ihre männlichen Blütenzapfen sind gestielt und ihr Samenmantel weist zahlreiche, nur undeutlich erkennbare Streifen auf.[1][2]

## Gefährdung und Schutz
Fortunes Kopfeibe wird in der Roten Liste der IUCN als „nicht gefährdet“ geführt. Es wird jedoch darauf hingewiesen, dass eine erneute Überprüfung der Gefährdung notwendig ist.